# Volker Wezel

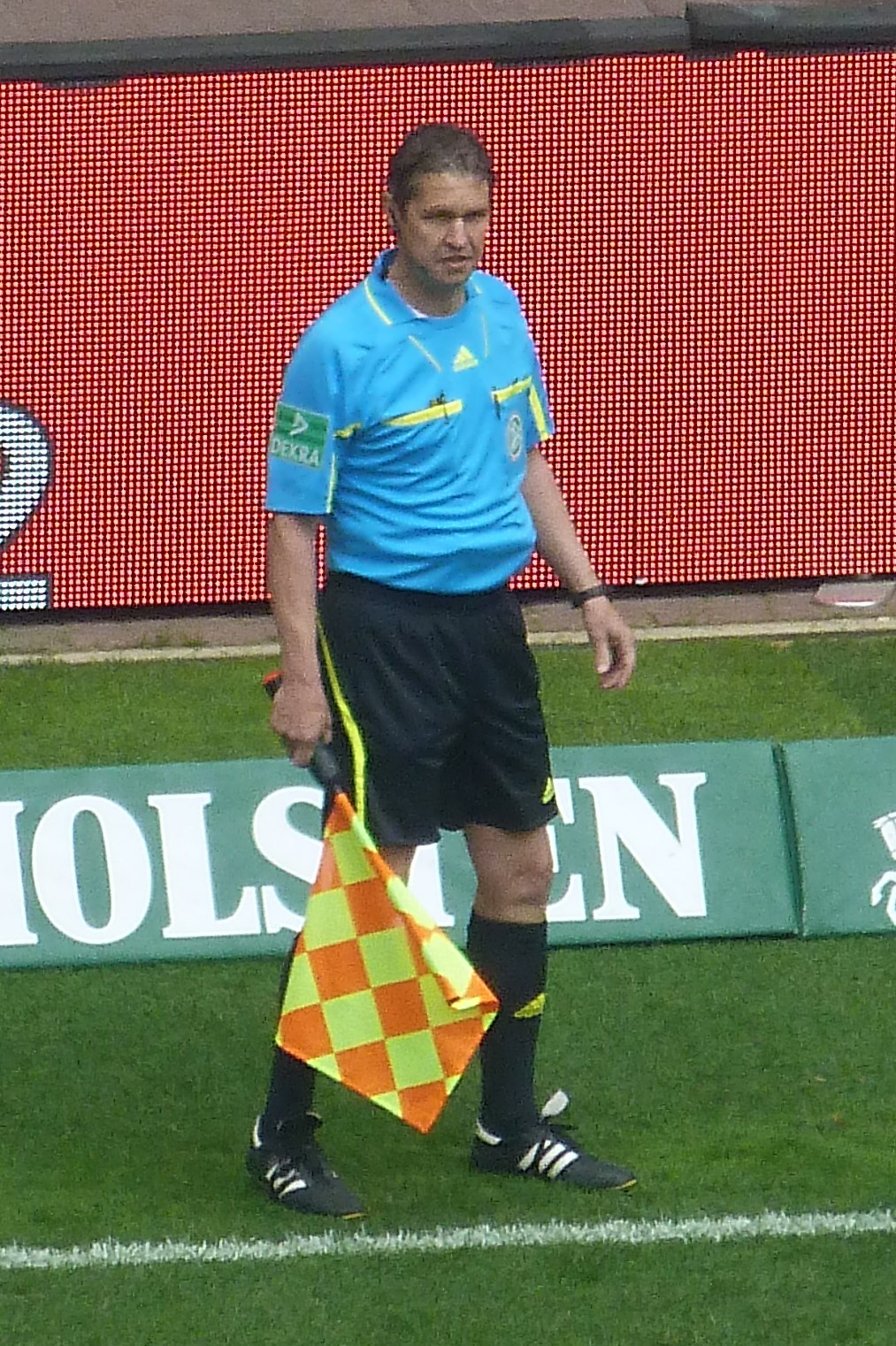
Volker Wezel 2011

Volker Wezel (* 15. September 1965) ist ein deutscher Fußballschiedsrichter.
Wezel ist seit 1983 Schiedsrichter für den SV 03 Tübingen. Ab 1993 war er DFB-Schiedsrichter und von 1995 bis 2002 Schiedsrichter der 2. Bundesliga. Am 13. Mai 2000 leitete er sein einziges Spiel in der Bundesliga (Hamburger SV gegen SpVgg Unterhaching 3:0). Es ist damit der bislang letzte Schiedsrichter in der Bundesliga-Geschichte, der nur ein einziges Spiel in dieser Liga geleitet hat.
Er war FIFA-Schiedsrichterassistent und kam unter anderem beim Konföderationen-Pokal 2005 in Deutschland und bei der Europameisterschaft 2008 im Viertelfinale zwischen Italien und Spanien zum Einsatz.
Nach Erreichen der Altersgrenze für Bundesliga-Schiedsrichter musste er nach 20-jähriger DFB-Zugehörigkeit seine aktive Laufbahn beenden. Am 11. Mai 2013 assistierte er zum letzten Mal in der Fußball-Bundesliga (FC Bayern München gegen FC Augsburg, Endstand 3:0) an der Linie.
Wezel ist Technischer Leiter, leitet auch Neulingskurse für den WFV (Württembergischer Fußballverband) und lebt in Bühl (bei Tübingen).